# آیشمن در اورشلیم
آیشمن در اورشلیم: گزارشی در باب ابتذال شر کتابی است از هانا آرنت، نظریه‌پرداز سیاسی آلمانی، که در سال ۱۹۶۳ منتشر شد. آرنت، یهودی‌ای که در دورهٔ به قدرت رسیدن آدولف هیتلر از آلمان گریخت، در این کتاب گزارشی از محاکمهٔ آدولف آیشمن به دست داده است. نسخه بازبینی‌شده و تفصیلی‌تر این کتاب، در سال ۱۹۶۴ منتشر شد. 
ترجمه فارسی این کتاب در شهریور ۱۳۹۹ با ترجمه زهرا شمس توسط نشر برج در ایران به چاپ رسید. همچنین مهدی افشین‌فر ترجمه تازه و متفاوتی از این کتاب را در سال ۱۴۰۲ توسط انتشارات اکباتان در ایران ارائه کرده است.

## مشاهدات آرنت درباره آدولف آیشمن
آرنت با توجه به اظهارات آیشمن در دادگاه و شواهد و مدارک تاریخی در دسترس، چندین مشاهده در مورد آیشمن را مطرح می‌کند:
- آیشمن در دادگاه اظهار کرد که همواره به امر مطلق طبق تعریف ایمانوئل کانت پای‌بند بوده است. آرنت استدلال می‌کند که آیشمن اساساً سخن کانت را اشتباه فهمیده بود زیرا «قاعده زرین» و اصل مقابله به مثل نهفته در امر مطلق کانت را درک نکرده و فقط مفهوم انطباق اعمال یک انسان و قانون عمومی را فهمیده بود. آیشمن می‌کوشید روح قوانینی را که اجرایشان می‌کرد رعایت کند به نحوی که خود قانونگذار، پای‌بندی او را تایید کند. در صورت‌بندی کانت از امر مطلق، قانونگذار همان خودِ اخلاقی است و به این معنا، تمام انسان‌ها قانونگذارند. اما در صورت‌بندی آیشمن، قانونگذار صرفا شخص هیتلر بود. آیشمن ادعا می‌کرد که وقتی مسئول اجرای بخشی از راه‌حل نهایی شده، عقیده‌اش عوض شده و آرنت در این نقطه می‌گوید که آیشمن از اینجا به بعد دیگر طبق اصول کانتی (بنا به فهم خودش) زندگی نمی‌کرد بلکه خود را با این فکر تسلی می‌داد که دیگر ارباب اعمال خویشتن نیست و نمی‌تواند وضع را تغییر بدهد.
- آرنت می‌گوید که ناتوانی آیشمن از فکر کردن را می‌توان به روشنی در استفاده مداوم او از تکیه‌کلام‌ها و اصطلاحات کلیشه‌ای مشاهده کرد. او به جای اینکه برای درک مسائل و وضعیت پیش رو از اندیشه خود استفاده کند، سعی می‌کرد همه‌چیز را در قالب همین عبارات کلیشه‌ای و از پیش تعیین‌شده بفهمد و توجیه کند.
- آرنت می‌گوید که آیشمن در دادگاه هیچ نشانه‌ای از نفرت دیوانه‌وار از یهودیان از خود نشان نمی‌داد و به نظر می‌آمد که شخصا خصومت یا نفرتی نسبت به یهودیان ندارد.
- به گفته آرنت، «آیشمن قبل از اینکه پا به حزب ناسیونال سوسیالیست کارگران آلمان و اس‌اس گذارد، نشان داده بود که هرجا راهش بدهند عضو می‌شود و به همین دلیل، ۸ مه ۱۹۴۵، تاریخ رسمی شکست آلمان، برای او اهمیت زیادی داشت، چون بالاخره فهمید از این به بعد باید بدون عضویت در اینجا یا آنجا، زندگی خودش را بگذراند» آرنت اشاره می‌کند که اعمال آیشمن بیش از آنکه ناشی از خباثت ذاتی او باشد، نتیجه وفاداری و سرسپردگی کورکورانه او به رژیم نازی و نیاز او به تعلق به چیزی و جایی بود. به گفته خود آیشمن: {پس از شکست آلمان در جنگ} «احساس کردم باید یک زندگی فردی بی‌رهبر و دشوار را شروع کنم، دیگر از هیچکس فرمان نخواهم گرفت، دیگر دستور و حکمی خطاب به من صادر نمی‌شود، هیچ آیین‌نامه به‌دردبخوری برای همفکری در کار نیست؛ خلاصه آنکه، یک زندگی کاملاً ناشناخته تا آن زمان، پیش رویم قرار داشت».[۱]
- آیشمن علیرغم ادعای خود فرد باهوشی نبود. آرنت در بخش دوم کتاب توضیح می‌دهد که آیشمن نتوانست دبیرستان یا تحصیلات فنی و حرفه‌ای خود را تمام کند و نخستین شغل خود (فروشندگی در شرکت وکیوم اویل اتریش) را هم به کمک روابط خانوادگی‌اش به دست آورد. آرنت اشاره می‌کند که آیشمن هم در اس‌اس و هم در دادگاه اورشلیم، تلاش می‌کرد ناکامی‌ها و ضعف‌های مهارتی و تحصیلی خود را پنهان کند و اگر صحبت این مسائل به میان می‌آمد از خجالت سرخ می‌شد.
- آرنت به این نکته اشاره می‌کند که آیشمن ادعای مسئولیت جنایاتی را می‌کرد که اختیار یا تخصص کافی برای شرکت در آنها را هم نداشت و علاوه بر آن به دفاعیه‌ای که در دادگاه مطرح کرده بود هم آسیب می‌زد. آرنت معتقد است که «لاف زدن همیشه یکی از رذیلت‌های آیشمن بود»[۲] و این مرد ترجیح می‌داد به عنوان یک جنایتکار جنگی به دار آویخته شود تا اینکه بی نام و نشان به زندگی‌اش ادامه بدهد.
- آرنت ذکر می‌کند که آیشمن وقتی به عنوان یکی از چهره‌های فرعی در کنفرانس وانزه شرکت کرد و پشتیبانی و اشتیاق مقامات عالی رژیم نازی نسبت به برنامه راینهارت هایدریش برای اجرای راه حل نهایی را مشاهده نمود، احساس کرد که دیگر در قبال موضوع مسئولیت اخلاقی چندانی ندارد، وجدانش آرام گرفت و خود را پونتیوس پیلاطس می‌دید.
- طی مدت بازداشت آیشمن پیش از آغاز محاکمه، دولت اسرائیل شش روانپزشک را برای معاینه و بررسی وضعیت آیشمن فرستاد. این روانپزشکان هیچ نشانه‌ای از بیماری روانی از جمله اختلال شخصیت در آیشمن پیدا نکردند. شش روانپزشک بر «طبیعی» بودن او گواهی داده بودند - می‌گفتند یکی از آنها با تعجب فریاد زده که «وضعیت ایشان از من هم طبیعی‌تر است، مخصوصاً حالا، بعد از این معاینه»، و دیگری دریافته بود که کلّ نگرش روان‌شناختی او، رفتارش در قبال زن و فرزندانش، مادر و پدرش، برادرانش، خواهرانش و دوستانش، «نه‌تنها طبیعی، بلکه بسیار مطلوب» است.[۳] آرنت معتقد است که همین نکته به خوبی نشان می‌دهد که خلاف ادعای رایج، جنایتکاران نازی لزوما افرادی سایکوپات و متفاوت از مردمان «طبیعی» نبودند. بسیاری از حرف آرنت این برداشت را کرده‌اند که موقعیت‌هایی مانند هولوکاست می‌توانند عادی‌ترین افراد را با عادی‌ترین انگیزه‌ها وادار به ارتکاب جنایات فجیع کنند، اما آرنت سرسختانه با این برداشت مخالف بود زیرا آیشمن داوطلبانه تصمیم به پیروی محض و کورکورانه از پیشوا و دستورات او گرفته بود. آرنت تاکید می‌کند که انتخاب اخلاقی حتی در زمانه قدرت‌گیری حکومت‌های تمامیت‌خواه به قوت خود باقی است و این انتخاب پیامدهای سیاسی دارد حتی وقتی انتخاب‌کننده به جهت سیاسی کاملا بی‌قدرت است. آرنت معتقد است:

«تحت شرایط رعب‌انگیز، اغلب آدم‌ها به شرایط تن می‌دهند، اما برخی حاضر به این کار نمی‌شوند، درست همانطور که درس آموختنی از کشورهایی که راه‌حل نهایی به آنها پیشنهاد شد از این قرار است که در اغلب جاها «این اتفاق می‌توانست بیفتد»، اما همه‌جا اتفاق نیفتاد. از نظر انسانی، چیزی بیش از این لازم نیست، و منطقاً چیز بیشتری هم نمی‌توان خواست، تا این سیاره، مکانی درخورِ سکونتِ انسان باقی بماند.»
آرنت به عنوان مثال به دانمارک اشاره می‌کند:
«انسان وسوسه می‌شود این داستان را به عنوان مطالعه اجباری در علوم سیاسی توصیه کند، برای تمام دانشجویانی که می‌خواهند درباره قدرت بالقوه و عظیمِ نهفته در کُنشِ بی‌خشونت و مقاومت در برابر دشمنی که ابزارهای خشونت به مراتب برتری در اختیار دارد، چیزی بیاموزند... وقتی آلمانی‌ها مسئله نشان زردرنگ یهودیان را محتاطانه با دانمارکی‌ها مطرح کردند، صریحاً پاسخ گرفتند که پادشاه دانمارک اولین کسی خواهد بود که این نشان را به سینه می‌زند، و مقامات حکومت دانمارک هم تأکید کردند هر نوع اقدام یهودستیزانه، استعفای فوری آنها را در پی خواهد داشت.
برداشت نهایی آرنت از شخصیت آیشمن این بود که:
«به رغم تمام تلاش‌های دادستانی، همه می‌توانستند ببینند که این مرد «هیولا» نیست، بلکه صرفاً یک دلقک است. و از آنجا که چنین برداشتی برای کل این امر خطیر (محاکمه) مهلک بود و ابراز و تبیین این برداشت هم - با توجه به عذابی که آیشمن و امثال او بر سر میلیون‌ها انسان آورده بودند - بسیار دشوار می‌نمود، بدترین دلقک‌بازی‌های او به ندرت مورد توجه قرار گرفتند و تقریباً هرگز گزارش نشدند.»
آرنت کتاب را اینگونه به پایان می‌برد:
«و درست همانطور که شما (آیشمن) حامی و مجری سیاستی بودید که نمی‌خواست زمین را با مردم یهود و مردم چند ملت دیگر سهیم باشد - گویی شما و مافوق‌هایتان اساساً حق داشتید تعیین کنید که چه کسی باید یا نباید در جهان زندگی کند - ما هم به این نتیجه رسیده‌ایم که از هیچکس، یعنی از هیچ‌یک از اعضای نژاد انسان، نمی‌توان انتظار داشت که بخواهد زمین را با شما سهیم باشد. به این دلیل، و فقط به همین دلیل، شما باید به دار آویخته شوید».

## مشروعیت دادگاه
آرنت علاوه بر بررسی شخصیت آیشمن، مباحثی درباره جنبه‌های مختلف دادگاهی که در اورشلیم تشکیل شد نیز مطرح می‌کند:
- آرنت اشاره می‌کند که آیشمن به دست ماموران مخفی موساد در آرژانتین ربوده و به اسرائیل منتقل شد که اقدامی غیرقانونی بود.
- آرنت این محاکمه را دادگاهی نمایشی می‌بیند که توسط نخست‌وزیر وقت اسرائیل، داوید بن‌گوریون، ترتیب داده شده و مدیریت می‌شود و بن‌گوریون به دلایل متعدد سیاسی، نمی‌خواهد بر آنچه که آدولف آیشمن مرتکب شده تاکید کند بلکه می‌خواهد تمرکز کل دادگاه بر مصائبی باشد که طی هولوکاست بر قوم یهود تحمیل شده است.
- به نظر آرنت، گیدئون هاوزنر (دادستان دادگاه) در تمام طول محاکمه در واقع از سخنان بن‌گوریون پیروی می‌کرد و بن‌گوریون گفته بود که در این دادگاه نه یک فرد بلکه کل جنبش نازی و یهودستیزی در سراسر جهان محاکمه می‌شود. آرنت سخنان ابتدایی هاوزنر را یک روایت تاریخی ضعیف و خطابه‌ای بی‌مایه قلمداد می‌کند که «آشکارا با هدف محاکمه آیشمن تعارض داشت، چون تلویحاً به این معنا بود که شاید آیشمن صرفاً مجری بی‌گناهِ تقدیری مرموز و محتوم یا حتی یهودستیزی بوده است، که شاید {وجودش} برای هموار کردنِ کوره‌راهِ «مسیر خون‌آلودی که این مردم پیموده‌اند» تا تقدیر خود را به فرجام برسانند، ضرورت داشته است.[۸]

## ابتذال شر
نظریه‌ی آرنت در این زمینه آن است که شرهای بزرگ در کل تاریخ بشر به‌طور عام، و به‌طور خاص هولوکاست، نه توسط متعصبان کور یا بیماران با مشکلات روانی بلکه به وسیلهٔ مردم عادی اجرا درآمده و به همین دلیل، از نظر این مردم اعمالشان رفتاری طبیعی بوده ‌است.